# لوردي توجادي
لوردي توجادي مواليد 30 ديسمبر 1977 في بانغاسينان، الفلبين، هو لاعب كرة سلة فلبيني سابق. بدأ مسيرته الاحترافية في سنة 2000. حمل الرقم 15. يبلغ طوله 6 قدم 3 بوصة (1.9 م). لعب مع سان ميغيل بيرمن في الرابطة الفلبينية لكرة السلة. اعتزل اللعب في 2012.